# Tomàs Amorós i Cerdà
Tomàs Amorós i Cerdà   (Tarragona, 1715 - Forlì, 1791) fou un matemàtic, filòsof, enginyer i jesuïta català. Ingressà a la Companyia de Jesús el 1732, i morí a Forlí després de l'expulsió dels jesuïtes decretada per Carles III d'Espanya.

## Formació inicial
L'ensenyament de la ciència moderna no es va introduir a les universitats espanyoles de forma general fins al regnat de Carles III d'Espanya. Malgrat això, en alguns centres, particularment en els de València i Cervera, alguns professors de filosofia o matemàtiques —açò últim, en el cas de València— es van esforçar per modernitzar els seus ensenyaments, incorporant, eclècticament, aspectes de les doctrines de Gassendi, Maignan o Descartes, entre d'altres, o dels progressos en les ciències fisicomatemàtiques. A Cervera, on el professorat estava constituït en gran part per membres de la Companyia de Jesús, els professors més destacats en el sentit indicat van ser Mateu Aimeric i Tomàs Cerdà. Aimeric, tant en el seu Systema antiquo-novum. Jesuiticae Philosophiae contentiosam et experimentalem philosophandi methodum complectens (1747), com en els seus Prolusiones philosophicae (1756), va insistir en la necessitat d'introduir els alumnes en els progressos de la física experimental, a la qual va dedicar una part substancial dels seus escrits: «Ningú, doncs, s'admiri —diu en el pròleg del Systema antiquo-novum— si troba moltes coses bones per a estudiar i digníssimes de saber-se, sobre les quals ha regnat fins ara un profundíssim silenci a les Acadèmies de Catalunya i Espanya [...]». Aquest interès per donar a conèixer els nous coneixements científics apareix reflectit, encara en major mesura que a les obres d'Aimeric, en les Jesuiticae Philosophiae Theses (1753) de Cerdà, on es tracten qüestions de física, matemàtiques, astronomia i filosofia natural en general; entre els nombrosos autors citats per Cerdà hi figuren Kepler, Descartes, Gassendi, Huygens, Cassini, Alexis Claude Clairaut, Jordi Juan, Nollet i Newton.
Després de la seua etapa de docència a Cervera, Cerdà es va traslladar a Marsella el 1755 per completar la seua formació científica amb el jesuïta francès Esprit Pezenas, autor de la versió francesa (1749) del Treatise of fluxions de MacLaurin. A la seua tornada a Barcelona va passar a ocupar, entre 1757 i 1764, la càtedra de matemàtiques del Col·legi de Cordelles, càtedra creada expressament per a ell amb el suport de l'ajuntament de la ciutat i l'informe favorable de l'Audiència de Catalunya. Tomàs Cerdà, que ja havia donat el seu primer curs de matemàtiques a Cordelles el curs 1756-57, va impartir el seu primer curs públic, com a catedràtic regi, el curs 1757-58.

## Didàctica de les matemàtiques
Cerdà va concebre un projecte global d'ensenyament de les matemàtiques pures i aplicades, seguint la tradició enciclopedista dels compendis de matemàtiques pures i mixtes, o fisicomatemàtiques, i va incorporar les novetats a les diverses parts d'aquestes disciplines. L'any 1758, amb l'ajut econòmic de l'Ajuntament de Barcelona, publicà dos volums de Liciones de Matemática o Elementos Generales de Arithmética y Algebra para el uso de la clase i va escriure al matemàtic anglès Thomas Sympson demanant-li consell per seleccionar autors a seguir en altres parts de la matemàtica (de les quals n'especifica algunes: «Mecànica, Estàtica, Hidroestàtica, Òptica, Astronomia, Navegació, Arquitectura, etc.») perquè creia que calia tractar aquests temes de «forma convenient».
Pel que fa a les matemàtiques pures, la idea de Cerdà era la de publicar cinc volums. A més dels dos assenyalats, volia incloure un tercer de Geometria i Trigonometria, un quart d'Aplicació de l'Àlgebra a la Geometria i corbes, i un cinquè que seria el Methodo Directo e Inverso de las Fluxiones, que otros llaman Cálculo Diferencial e Integral. S'han localitzat manuscrits autògrafs de Cerdà sobre els temes dels volums citats, inclosos esborranys de càlcul diferencial on es tracten problemes de màxims i mínims, radis de curvatura i evolutes (Garma, 1988). Tanmateix, no varen arribar a la impremta i només es va publicar, l'any 1760, les Lecciones de Matemática o Elementos Generales de Geometría para el uso de la clase.
Pel que fa a les matemàtiques aplicades, sembla que el projecte de Cerdà era editar cinc volums més. Amb motiu de la inauguració de l'Escola d'Artilleria de Segòvia, Cerdà va publicar Lecciones de Artilleria para el uso de la clase, possiblement per encàrrec del comte de Gazola, Inspector General d'Artilleria, a qui dedica l'obra. En el pròleg, Cerdà va suggerir la creació d'una Acadèmia Nacional de Ciències. Aquestes lliçons d'artilleria constituirien el sisè volum del conjunt de l'enciclopèdia fisicomatemàtica projectada per Cerdà (i també el darrer publicat, a conseqüència del trasllat de Cerdà a Madrid i de l'expulsió dels jesuïtes d'Espanya l'any 1767). El setè correspondria a la mecànica, el vuitè seria un tractat d'hidroestàtica i hidràulica, el novè un tractat d'òptica i el desè un de navegació.
Es conserven també diversos manuscrits relacionats amb aquest projecte, entre els quals destaca un tractat de mecànica racional newtoniana (9/2788) on utilitza àmpliament el càlcul diferencial, i un tractat d'astronomia. Aquest darrer és bàsicament una traducció de la part d'astronomia de l'obra de Benjamin Martin Philosophia Britannica or a new system of the Newtonian Philosophy, Astronomy and Geography (1747), amb algunes addicions o canvis de Cerdà. Al començament d'aquest manuscrit Cerdà descriu els tres "sistemes" del món: el ptolemaic, el tychònic i el copernicà, però no dirà res sobre la veritat d'aquests sistemes, «només explicarà els fenòmens que resultarien del darrer (el copernicà), i es reservarà per a un altre moment l'examen de quin ha de seguir-se». Amb tot, en la resta del text Cerdà no deixa dubtes sobre quin sistema ha de seguir-se i parla, sempre, del "sistema solar". En un capítol separat, discuteix llargament els «principis matemàtics en els quals es basa el sistema copernicà». D'altra banda, per a Cerdà el sistema solar no és únic, sinó un més entre els molts mons que possiblement existeixen i que desconeixem.
A Cordelles, a més de l'ensenyament teòric de les matemàtiques "pures" i "mixtes", també es feien treballs de física experimental preparats pels actes solemnes de pública exposició i les festes escolars, on es realitzaven exercicis de molt diversos tipus, per posar de manifest els ensenyaments rebuts davant les autoritats i la noblesa (Iglésies, 1964: 27). El programa dels exercicis de Física experimental constava de 12 apartats que corresponien a l'explicació, descripció, invenció o ús de diferents màquines o instruments, concretament, la màquina pneumàtica, la màquina elèctrica, la palanca, la balança, la romana, el prisma triangular i la manera de distingir els colors, el baròmetre simple i compost i les experiències per provar l'elasticitat de l'aire mitjançant el baròmetre, les ulleres convexes i còncaves, els telescopis de refracció i de reflexió, els microscopis simples i compostos, i la llanterna màgica. També incloïa 10 "paradoxes físiques" la veritat de les quals havien de demostrar els seminaristes, com ara que la llum té pes, que l'aire té gravetat absoluta, que els peixos respiren o que l'aigua "de natural" abans és sòlida que líquida.
Cerdà va impartir les classes de matemàtiques a Cordelles fins a l'any 1765. Després de publicar les Lecciones de Artillería (1764), Cerdà va ser cridat a la cort a on es va desplaçar (1765); se li encarregà l'ensenyament de matemàtiques dels "infantes" i fou nomenat professor del Colegio Imperial i Cosmògraf major de les Índies. En marxar a Madrid Tomàs Cerdà, a la càtedra pública de matemàtiques de Cordelles, va seguir impartint cursos amb el pare Roque Gila, que havia estat professor de matemàtiques al Seminari de Calatayud durant set anys; va tenir Alcoverro d'ajudant el primer curs (1765-66) i el següent, va compartir docència amb Campcerver.
El 3 d'abril de 1767 va tenir lloc l'expulsió dels jesuïtes. Cerdà va anar als Estats Pontificis i morí a Forlí l'any 1791. El canonge de la Col·legiata de Santa Anna, Francesc Bell, antic deixeble de Cerdà i professor de matemàtiques de la Conferència Fisicomatemàtica Experimental, s'encarregà de la docència de les matemàtiques a Cordelles, d'acord amb Francesc Subiràs, tot reunint els seus alumnes amb els seminaristes i els alumnes externs que desitjaven assistir a aquesta classe pública que Bell va impartir fins a la seva mort, l'any 1803. Posteriorment Joan Gerard Fochs i Isidre Gallarda es repartirien la docència en un cicle de dos cursos (Barca, 1995).